# Harry Potter și Ordinul Phoenix (film)
Harry Potter și Ordinul Phoenix este al cincilea film din renumita serie Harry Potter, bazat pe romanul cu același nume de J. K. Rowling, care îi are ca protagoniști pe Daniel Radcliffe, Rupert Grint, și Emma Watson. Filmul a fost lansat pe data de 11 iulie 2007.

## Rezumat
Harry Potter și Ordinul Phoenix este al cincilea volum din seria Harry Potter, aparținând scriitoarei J. K. Rowling. Este cea mai lungă carte din întreaga serie, și a apărut pe 21 iunie 2003. Romanul urmărește eforturile lui Harry în al cincilea an la Hogwarts, incluzând confruntarea cu Cap-de Mort, examenele N.O.V. și un Minister al Magiei care îi blochează dezvoltarea. Filmul a apărut în 2007.
Harry Potter creează o vrajă Patronus când este atacat împreună cu vărul său Dudley Dursley de dementori, lucru care îi poate aduce exmatricularea. Membrii Ordinului Phoenix sosesc la scurt timp după aceea pentru a-l duce pe Harry la cartierul lor general, unde se alătură familiei Weasley, Hermionei Granger, și nașului său, Sirius Black. El află că lordul Cap-de-mort adună o armată pentru a recupera o "armă". Între timp, datorită mărturiei lui Albus Dumbledore și a vecinei sale, Arabella Figg, este achitat de toate acuzațiile pentru folosirea nepermisă a magiei.
La Hogwarts, un nou profesor a fost numit, în persoana lui Dolores Umbridge, numită de Minister pentru a ține sub control școala. Materia este schimbată, fiind predată doar teoria impusă de minister, și nu lucrurile practice de care ar avea elevii nevoie. Ea este numită ulterior inchizitor, impunând reguli stricte și pedepse aspre. Autoritatea ei se extinde și asupra profesorilor, ea concediind-o pe Trelawney și amenințându-l pe Hagrid cu același lucru.
Harry are coșmaruri, în care se visează un șarpe care îl atacă pe tatăl lui Ron. Pentru a-l apăra, Dumbledore îl pune pe Severus Snape să-i predea lui Harry oclumanția, care îl va proteja, însă animozitatea dintre cei doi nu le permite să își ducă lecțiile la bun sfârșit.
Pentru că lecțiile predate la școală le sunt inutile, Harry, la sfatul Hermionei, le predă elevilor cercetași, astropufi și ochi-de-șoim tactici de apărare împotriva magiei negre. Grupul lor clandestin este numit "Armata lui Dumbledore". Ei sunt în cele din urmă descoperiți, dar Dumbledore își asumă responsabilitatea, și apoi fuge, pentru a evita arestarea.
Umbridge devine noua directoare a Hogwarts, și îl concediază pe Hagrid. Lipsa ei de popularitate îi face pe Fred și George să se revolte și creează haos în școală.
Harry are o viziune în care Sirius era torturat la Ministerul Magiei, și încearcă să îl contacteze pe acesta, dar este prins. Umbridge dezvăluie apoi că ea e cea care i-a trimis pe dementori care să-l atace pe Harry, și se pregătește să folosească blestemul Cruciatus împotriva lui. Hermione însă se declară gata să îi arate unde este ascunsă presupusa armă a lui Dumbledore, din Pădurea interzisă. Ea, Harry și Umbridge merg în pădure, unde îi întâlnesc pe centauri. Umbridge îi insultă, și este răpită de aceștia, iar Hermione și Harry scapă, și împreună cu tovarășii din Armata lui Dumbledore, Ginny, Neville și Luna, zboară spre Ministerul Magiei pe thestralii școlii.
La Minister, ei sunt atacați de Devoratorii morții. Când aproape sunt înfrânți, sosesc membrii Ordinului Phoenix. În bătălia ce urmează, profeția pe care o căuta Cap-de-Mort este distrusă. Sirius este ucis de verișoara sa, Bellatrix Lestrange.
Devoratorii morții sunt cu toții capturați, cu excepția lui Bellatrix Lestrange care fuge printr-un șemineu în timpul luptei dintre Cap-de-Mort și Albus Dumbledore în timpul careia Cap-de-Mort intră în Harry încercân al poseda ,dar apar oameni Ministerului care îl fac să plece lasândul pe Harry.
Dumbledore îi dezvăluie lui Harry conținutul profeției pierdute, care i-a fost făcută lui de Sybill Trelawney. Aparent, ori Harry, ori Cap-de-mort trebuie să moară, căci niciunul nu poate trăi cât timp celălalt supraviețuiește.

## Distribuție (în ordine alfabetică)
- Alan Rickman - Profesorul Severus Snape (Plesneală)
- Bonnie Wright - Ginevra Weasley (Ginny)
- Daniel Radcliffe - Harry Potter
- David Bradley - Argus Filch
- Emma Watson - Hermione Granger
- Fiona Shaw - Mătușa Petunia Dursley
- Harry Melling - Dudley Dursley
- Ian Hart - Profesorul Quirrell
- John Cleese - Sir Nicholas De Mimsy-Porpington (Nick Aproape-Făr-De-Cap)
- John Hurt - Mr. Ollivander
- Julie Walters - Dna. Weasley
- Katharine Nicholson - Pansy Parkinson
- Maggie Smith - Profesoara Minerva McGonagall
- Matthew Lewis - Neville Longbottom (Poponeață)
- Richard Griffiths - Unchiul Vernon Dursley
- Michael Gambon - Directorul Albus Dumbledore
- Robbie Coltrane - Rubeus Hagrid
- Rupert Grint - Ron Weasley
- Tom Felton - Draco Malfoy (Reacredintă)

1. ↑   http://www.nytimes.com/movies/boxoffice/us/alltime.html Lipsește sau este vid: |title= (ajutor)
2. ↑   https://web.archive.org/web/20190604175723/https://www.europeanfilmacademy.org/2008.106.0.html, arhivat din original la |archive-url= necesită |archive-date= (ajutor), accesat în 1 ianuarie 2020 Lipsește sau este vid: |title= (ajutor)
3. ↑   http://www.boxofficemojo.com/movies/?page=main&id=harrypotter5.htm, accesat în 17 februarie 2011 Lipsește sau este vid: |title= (ajutor)
4. ↑  Box Office Mojo, accesat în 10 mai 2022